# Latrines

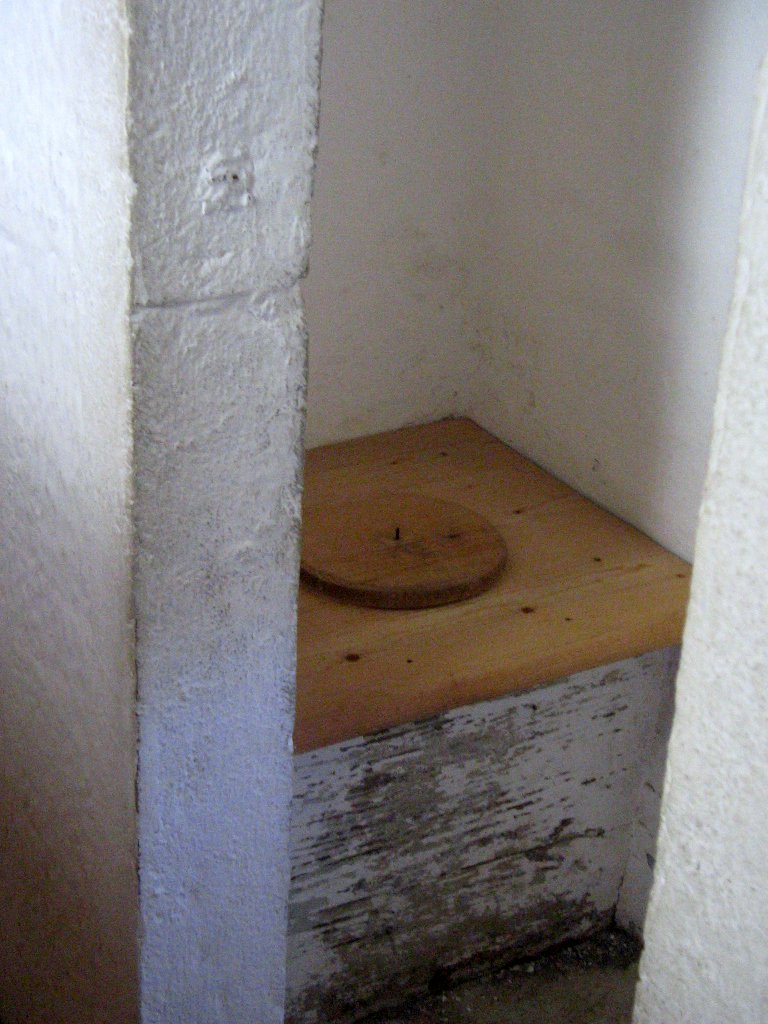
Une latrine.

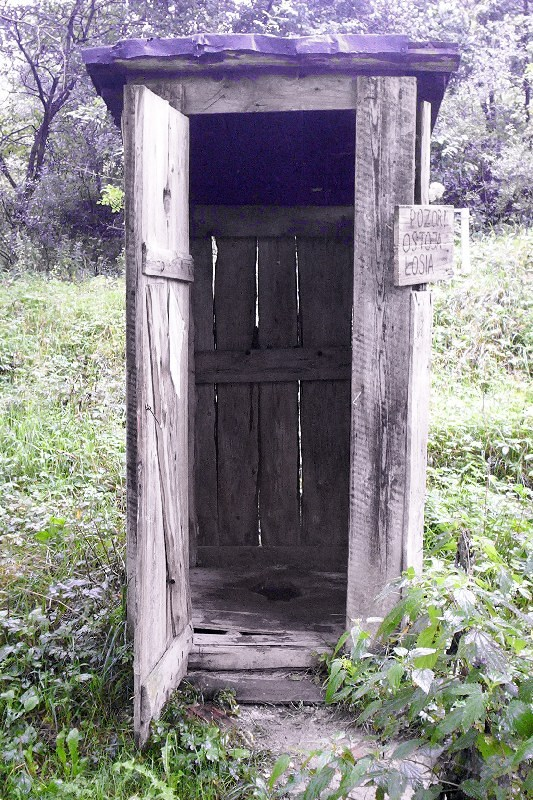
Une latrine à fosse simple en Pologne.

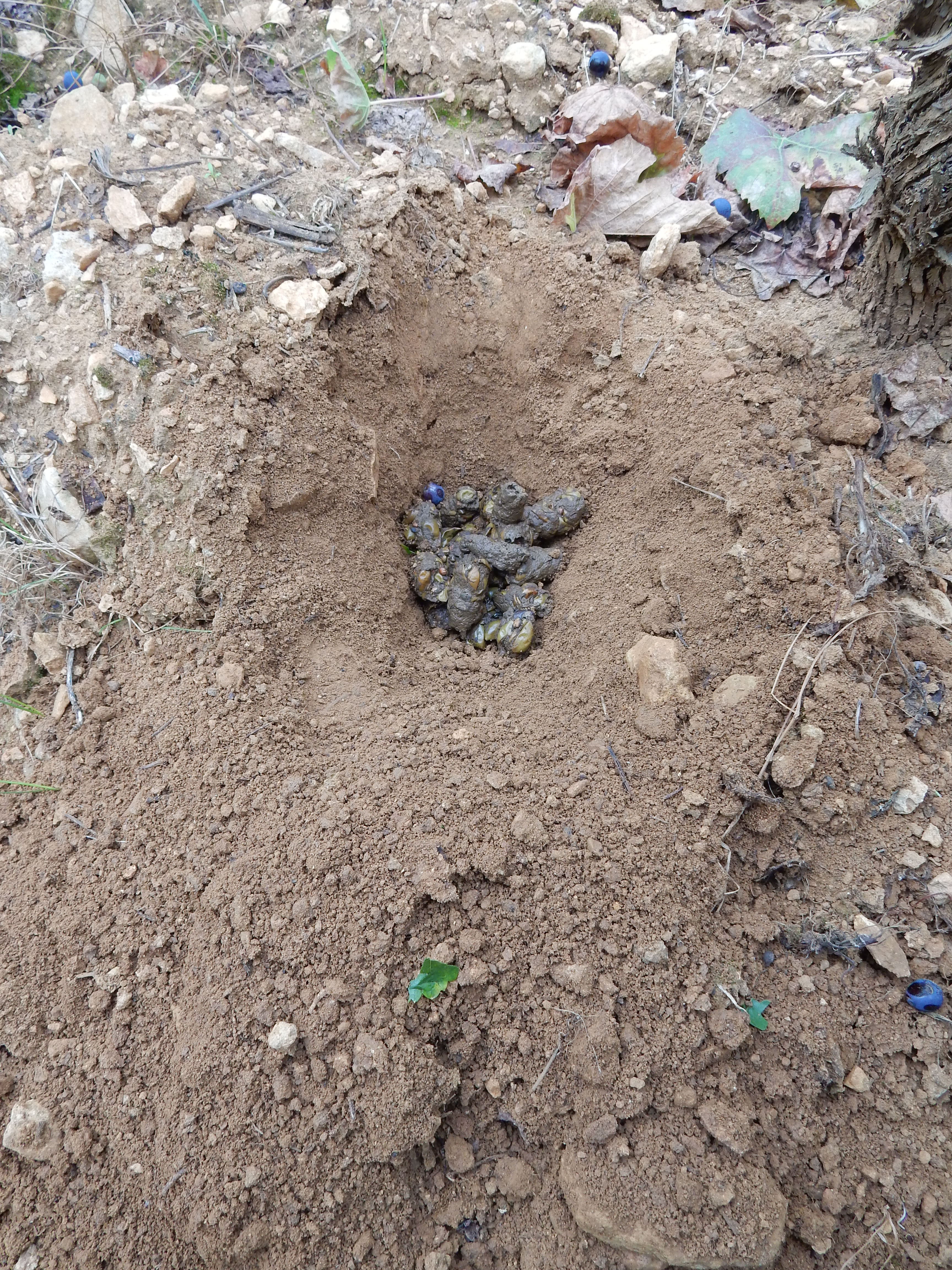
Latrines de Blaireau européen

Les latrines (nom féminin pluriel) sont un endroit aménagé de telle sorte qu'un être humain puisse s'y soulager de ses déjections corporelles, notamment par la défécation (les Canadiens francophones utilisent plutôt le terme de bécosse issue de l'expression anglaise « back house », qui signifie « derrière la maison » puisque la latrine y était majoritairement aménagée). Par rapport à une toilette, les latrines possèdent une technologie moindre. Les latrines sont le mode d'assainissement de base le plus utilisé dans le monde. Le but d'une latrine est à la fois d'assurer la santé de ses usagers en contenant ou en évacuant les excréments, et de protéger l'environnement.
Il restait en 2002 plus de 2,6 milliards de personnes dans le monde sans assainissement de base et donc sans latrines acceptables. Les conséquences sur la santé publique, l'infrastructure urbaine et la dignité humaine sont tellement importantes que l'on arrive à parler de « crise sanitaire ». Malgré les initiatives suivant les Objectifs de Développement du Millenium (visant à réduire de moitié la proportion de personnes sans assainissement de base entre 2000 et 2015), le taux de couverture peine à suivre la croissance de la population mondiale.
La crise sanitaire peut revêtir une telle importance qu'elle finit par affecter les politiques d'un pays ; ainsi, Gandhi avait dit que « l'assainissement est plus important que l'indépendance ».
Le terme latrines désigne aussi les espaces utilisés par des animaux pour leurs déjections.

## Terminologie
Le terme latrines est étendu en zoologie aux espèces animales : des latrines communes sont ainsi des endroits où les animaux défèquent régulièrement. Ce titre de comportement, fréquent chez les mammifères, a pu être identifié chez des espèces aussi anciennes que les Dicynodontes, il y a 220 millions d'années.
Si le mot a vieilli dans les pays développés où l'on parle plus couramment de toilettes, il reste couramment utilisé dans les pays en développement et parfois dans les zones rurales des pays développés. La forme au pluriel (« des latrines ») est plus souvent utilisée en France mais la forme au singulier (« une latrine »), perçue comme vieillie, est utilisée de préférence dans d'autres pays francophones, notamment en Afrique et en Haïti.
La distinction entre toilettes et latrines n'est pas toujours évidente. Si un simple trou dans la terre entouré de bâches est clairement une latrine, et si un cabinet à chasse d'eau relié aux égouts est clairement une toilette, certains types comme une latrine à siphon hydraulique reliée à une fosse septique peuvent être difficiles à classifier. L'appellation dépend surtout du contexte, et du type d'évacuation des excréta disponible dans le voisinage. Une autre façon de classifier est de considérer qu'une latrine est le plus souvent située à l'extérieur de la maison, et la toilette à l'intérieur.
Le néologisme « latrinisation » est parfois employé dans le développement afin de désigner un programme incluant le développement des latrines. La latrinisation fait partie du processus d'assainissement de base qui inclut l'évacuation des excréta, l'évacuation des eaux de pluie et eaux usées, et l'évacuation des déchets solides.

## Utilité

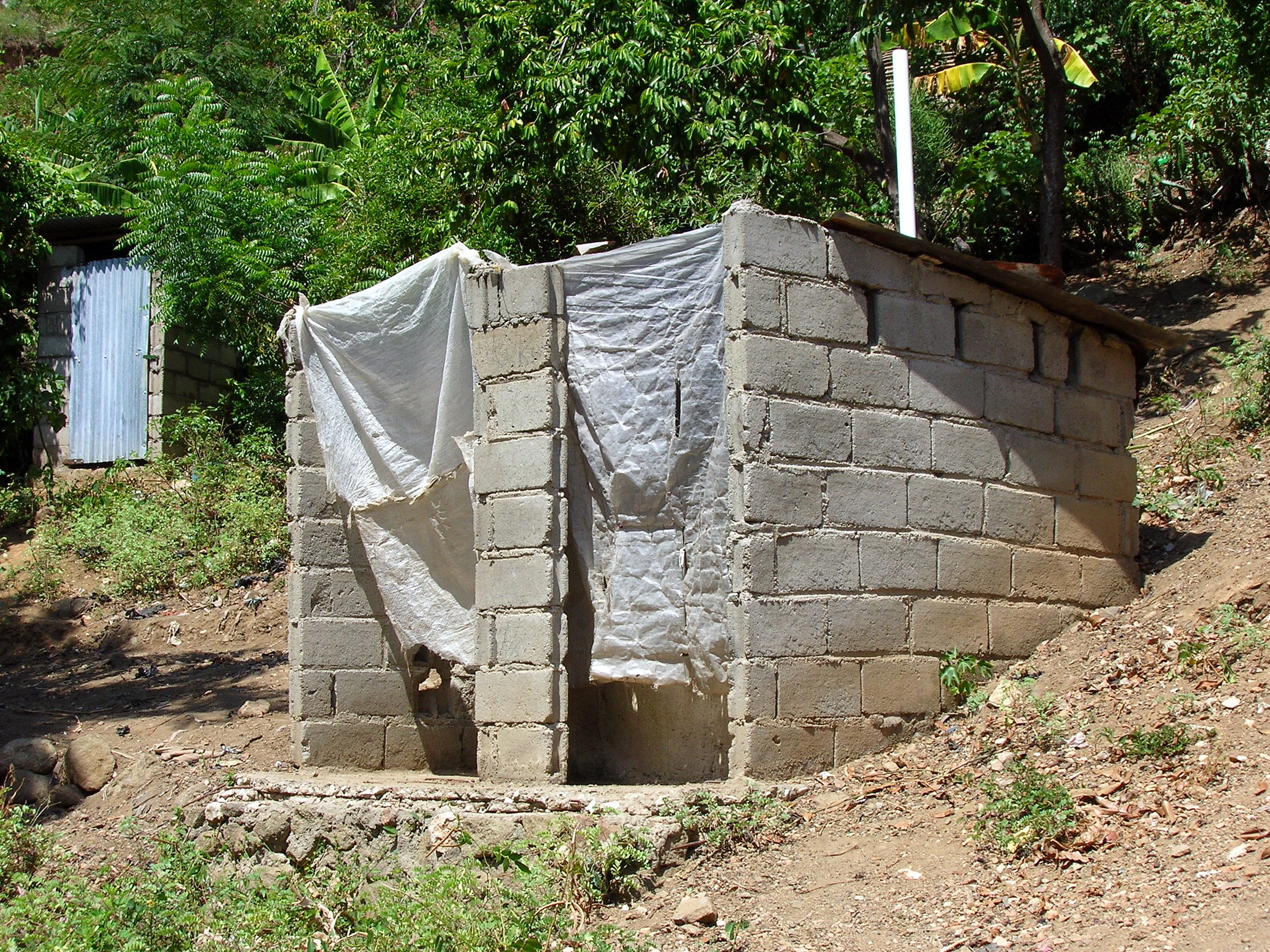
Latrines multi-familiales en Haïti : construction sommaire en blocs, mais le résultat sur le plan de l'assainissement est déjà suffisant.

Une latrine a deux fonctions principales :
1. assurer la santé de ses utilisateurs en permettant l'évacuation des excréments de manière hygiénique ;
2. assurer la protection de l'environnement en contenant les germes pathogènes excrétés.

Les différents types de latrines assurent plus ou moins bien ces deux rôles. Ainsi, une latrine mal entretenue remplira mal son rôle de protection hygiénique ; le type de sol et la proximité de la nappe phréatique compliqueront les risques environnementaux.
Cependant, une latrine a également d'autres fonctions du point de vue de l'usager, et ces fonctions sont d'ailleurs souvent plus importantes lors du choix de l'acquisition d'une latrine ou de l'amélioration du système existant, bien plus que les raisons de santé. Une latrine permet de bénéficier d'intimité, un point crucial notamment pour les femmes (dans certaines cultures, elles ne doivent pas être vues allant faire leurs besoins) ; la défécation en plein air est également associée à un statut inférieur, elle est symptôme de pauvreté, tandis que l'utilisation d'une latrine permet de conserver ou de regagner une certaine dignité. Une latrine est également un élément de la culture : ne pas en avoir peut être source de honte lorsque l'on reçoit des visiteurs, en posséder peut être source de prestige. De même, disposer d'un type de latrine « améliorée » ou d'une toilette peut aussi donner un certain statut social.

## Histoire

### Antiquité

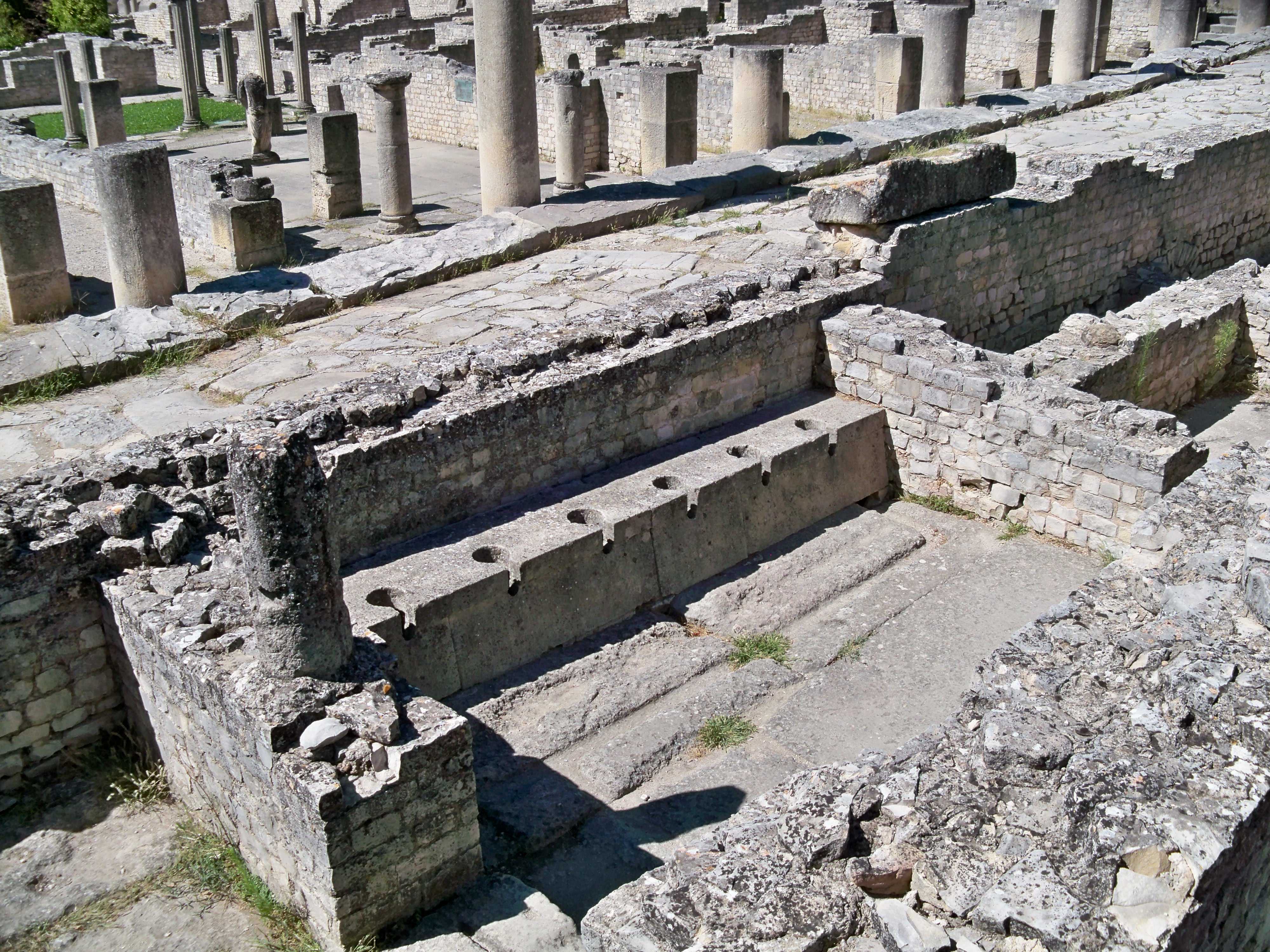
Latrines à Vaison-la-Romaine

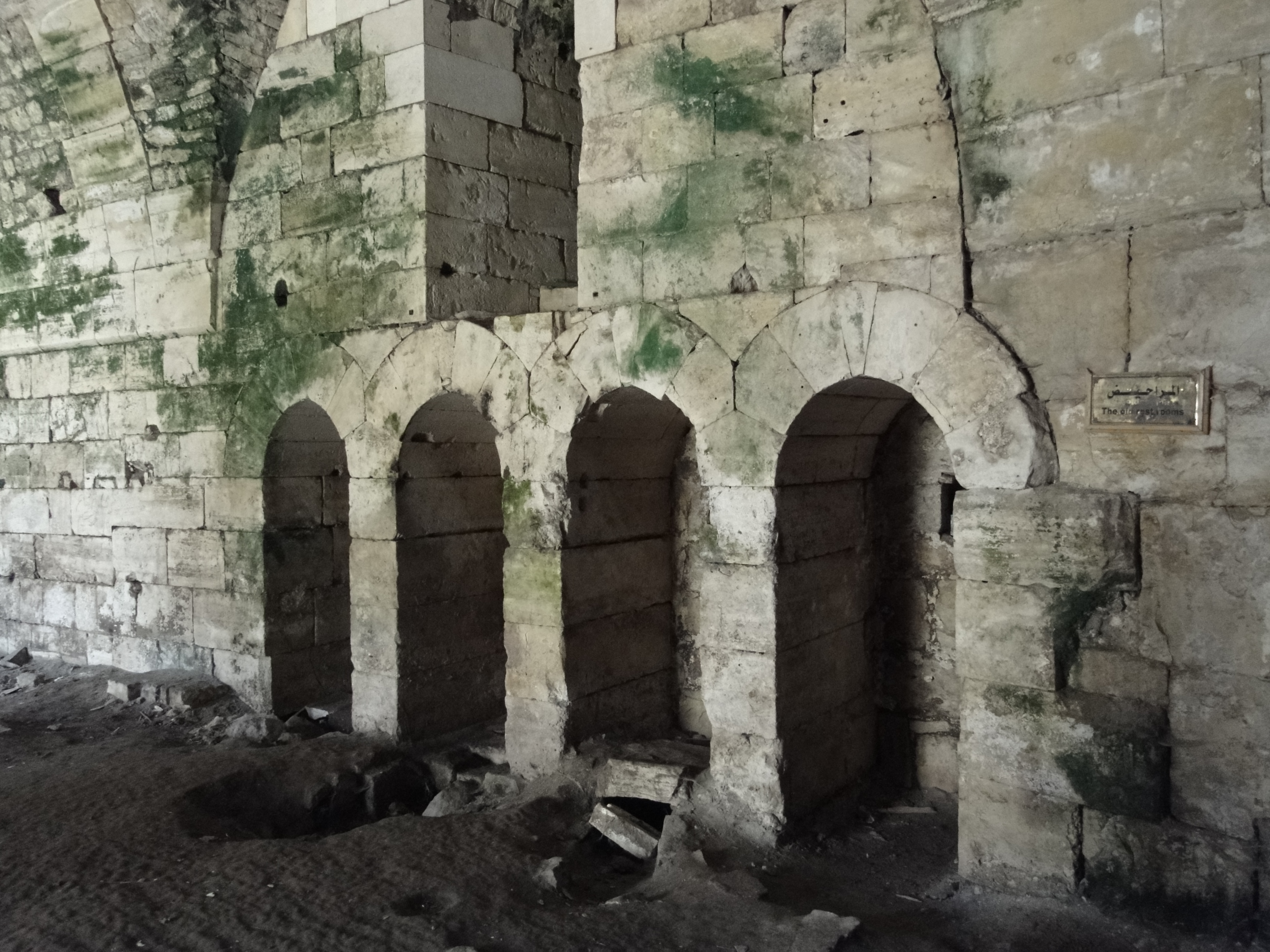
Latrines au Krak des Chevaliers en Syrie

Les plus anciennes latrines que l'on connaisse remontent à la civilisation de la vallée de l'Indus, considérée comme la première à avoir développé une planification urbaine dès 2600 av. J.-C. : des toilettes étaient évacuées dans des égouts retrouvés sur les sites de Mohenjo-daro et de Harappa. Il faudra attendre la période romaine avant de retrouver un tel système avec égouts en Europe.
Dans l’Égypte antique, les archéologues n’ont pas trouvé beaucoup de preuves de l’utilisation de latrines. Ils en ont déduit que la majorité de la population allait simplement dans la nature. Cependant, cela n’était pas forcément  le cas des pharaons, comme le prouve la présence des latrines en calcaire dans le palais d’Akhénaton à Amarna construit vers 1360 avant J.-C.. 

### Moyen Âge

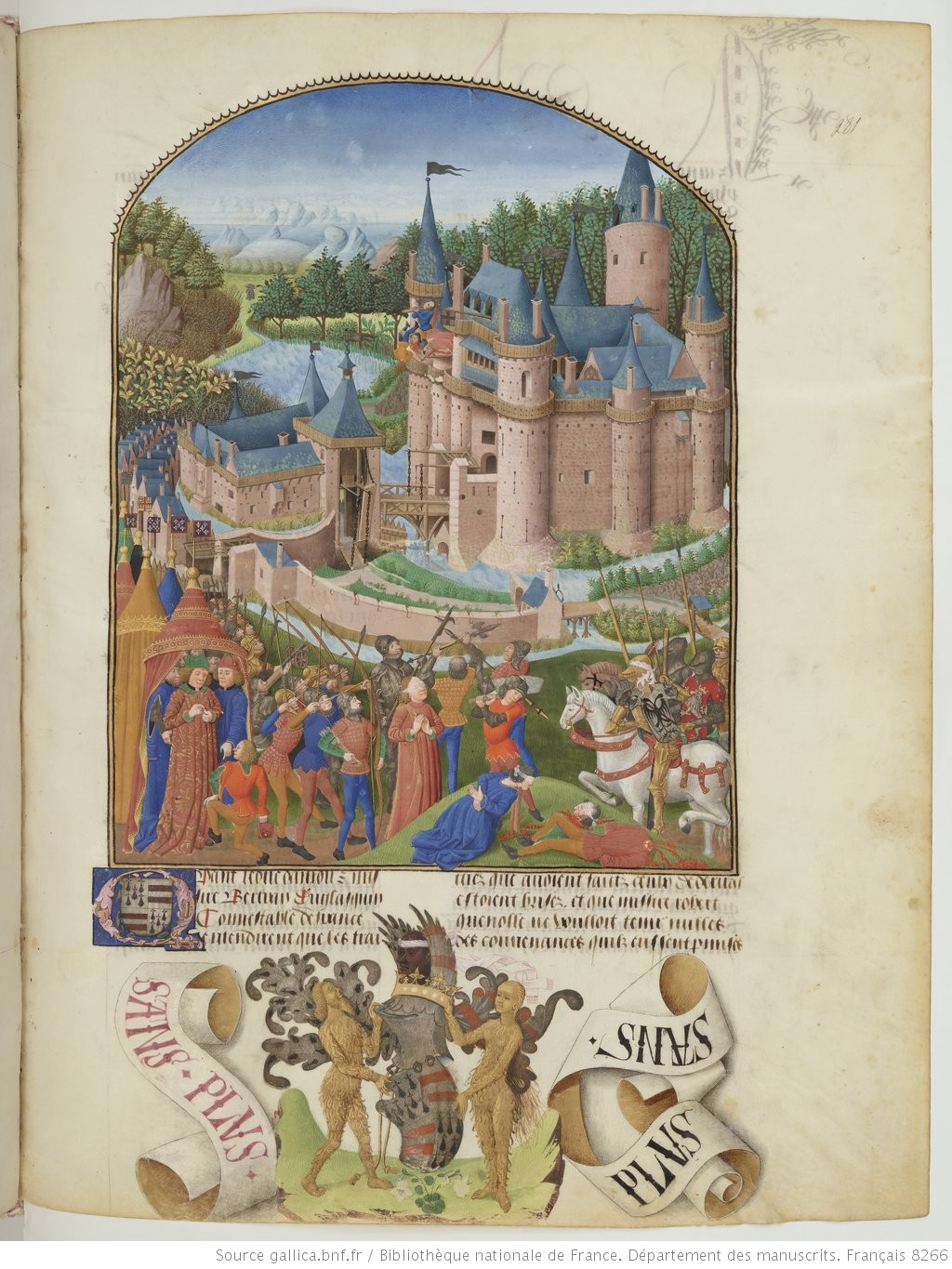
La latrine à encorbellement du chemin de ronde du château de Derval, concentre la pollution visuelle en des traînées verticales d'excréments sur les murs.

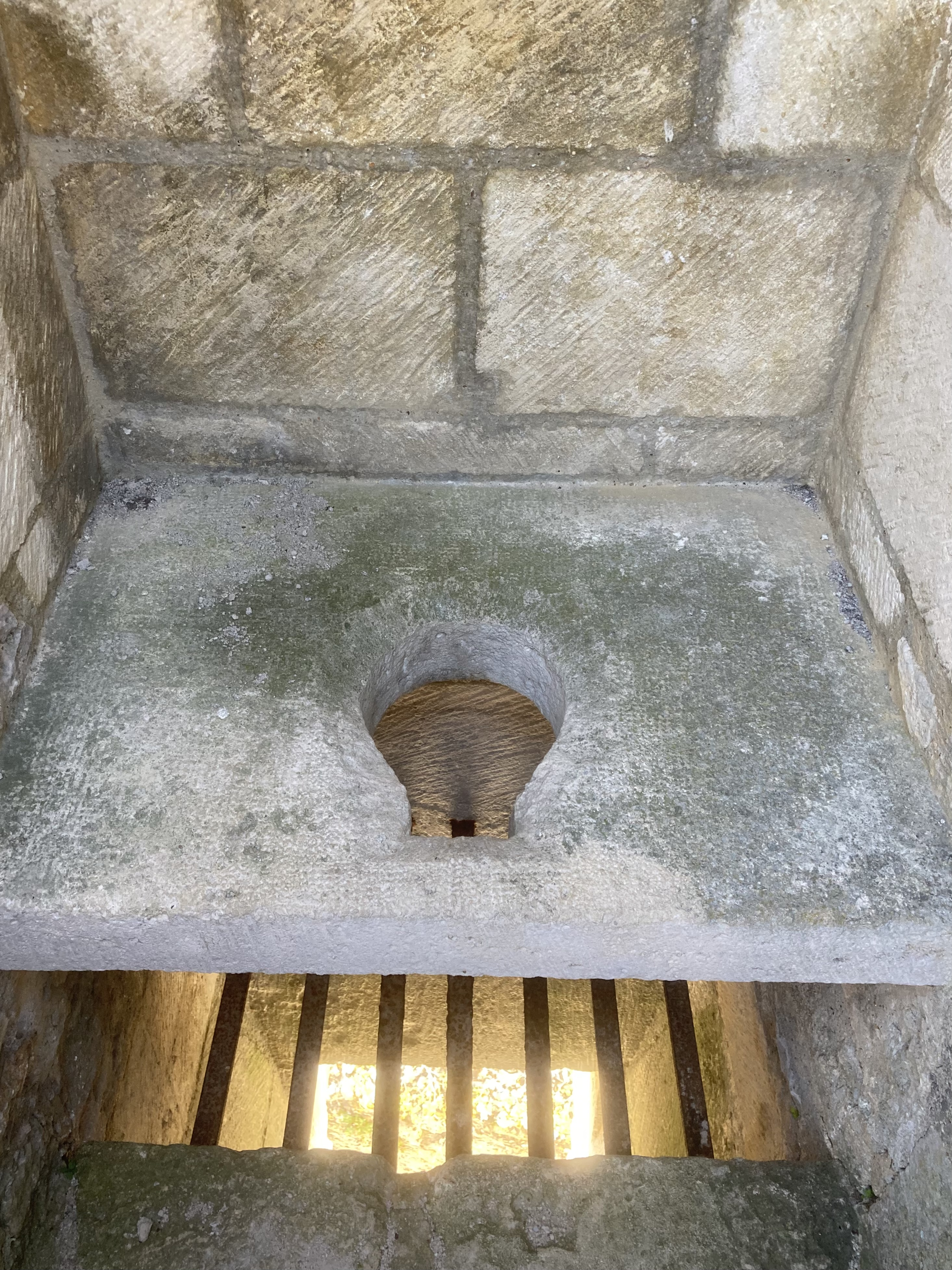
Latrines du donjon du château de La Roche-Guyon.

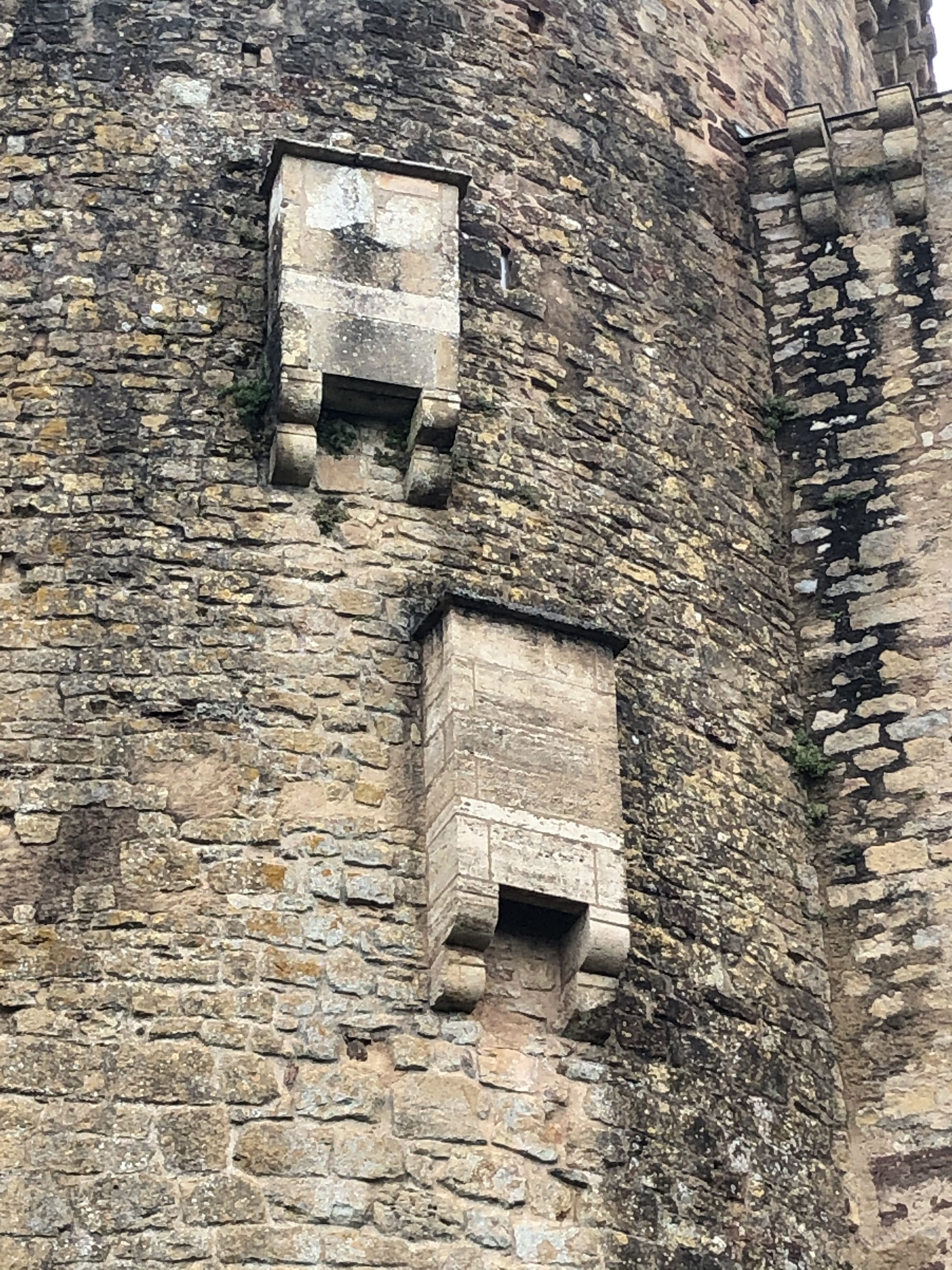
Vue extérieure des latrines du Château de Castelnau-Bretenoux.

En Europe dans les édifices importants (châteaux, abbayes médiévales tous construits avec un plan hydraulique et des latrines individuelles ou collectives avec sièges en bois ou en pierre, voire des bancs d'aisance à plusieurs sièges), les latrines fonctionnent selon le principe d'évacuation gravitaire, les excréments tombant dans le vide et s’évacuant avec les eaux des douves ou de canaux aménagés. Les plus courantes sont les « latrines à encorbellement » placées en surplomb du fossé. Faciles à mettre en œuvre donc moins onéreuses, elles sont sous forme de guérites en bois, de simples bretèches aménagées (typiques des châteaux forts) ou de logettes en pierre rectangulaires accolées à un mur et reposant sur des corbeaux. Les autres types sont aménagées dans l’épaisseur du mur : les latrines à conduit biais débouchent sur l'extérieur par une paroi oblique, impliquant un ruissellement le long des murs ; les latrines à fosse ont des conduits intérieurs aux murs donnant sur une fosse vidangeable située au sous-sol, plus rarement au rez-de-chaussée. Ce dernier type évite la pollution visuelle et olfactive des latrines précédentes (dont le seul moyen de nettoyage est l'eau de pluie) mais est également source de nuisances en emprisonnant les odeurs au sein du bâtiment. Plusieurs solutions sont mises en place pour atténuer ces nuisances : vidange régulière des fosses, isolement de la latrine dans des tourelles destinées à cet usage, avec parfois l'aménagement de conduits d'évacuation des odeurs, ou ventilateurs à son sommet. Peu à peu, le système à fosse se généralise et finit par équiper la plupart des demeures seigneuriales à la fin du XVe siècle. À la renaissance, ces latrines sont désormais placées aux extrémités des édifices, sous les toits, voire dans un bâtiment annexe et sont équipées d'un siège de bois, moins froid que la pierre, qui peut éventuellement être fermé par un couvercle.

## Éléments d'une latrine

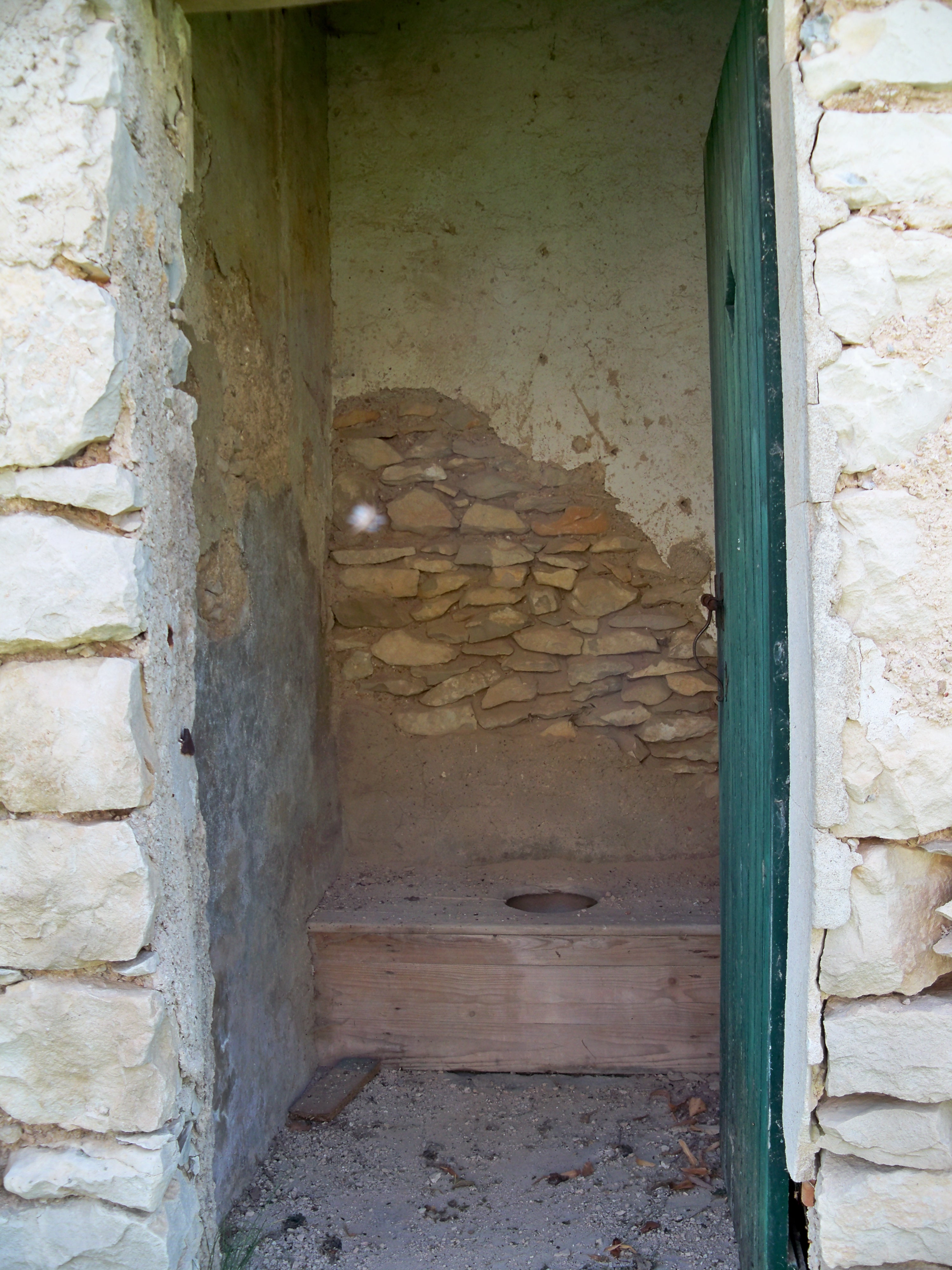
Latrines du début du XXe siècle à l'école fermée de Sartrans à Redortiers

Une latrine est composée de plusieurs éléments :
- une fosse, dans le cas d'une latrine sèche, ou un système d'évacuation des excréments ; la fosse peut être renforcée ou non, en béton ou en maçonnerie ;
- une dalle, en béton ou en bois, percée d'un trou et éventuellement recouverte d'un siège. Quand les personnes s'accroupissent, des emplacements sont prévus pour poser les pieds et ne pas les salir ;
- une superstructure, qui dans sa forme la plus simple est constituée de branchages et de bâches, mais peut aussi prendre l'allure d'une maisonnette en bois ou en briques. La superstructure est recouverte d'un toit et peut comprendre divers éléments tels qu'une porte, un conduit de ventilation menant à la fosse, parfois une arrivée d'eau à l'extérieur.

En plus de ces attributs, une latrine aura des éléments supplémentaires selon son type (voir ci-dessous) : siphon hydraulique, parfois une chasse d'eau quand c'est possible, un emplacement de douche contigu, ainsi que les systèmes d'évacuation des excréta.

## Les différentes types
Les latrines peuvent être globalement classées selon trois critères :
- d'une part, si le dépôt des excréta se fait sur place ou si les excréta sont évacués ;
- d'autre part, si la fosse est sèche ou humide, donc s'il y a ajout d'eau aux excréta ou non ;
- ou encore si elles sont intégrées au bâtiment ou non.

Un facteur supplémentaire intervient, qui est le nombre de personnes utilisant la latrine. On parle alors de latrine publique pour un usage non restreint et éventuellement payant, et de latrine privée ou familiale quand la latrine est destinée à un seul foyer.

### Latrines sèches

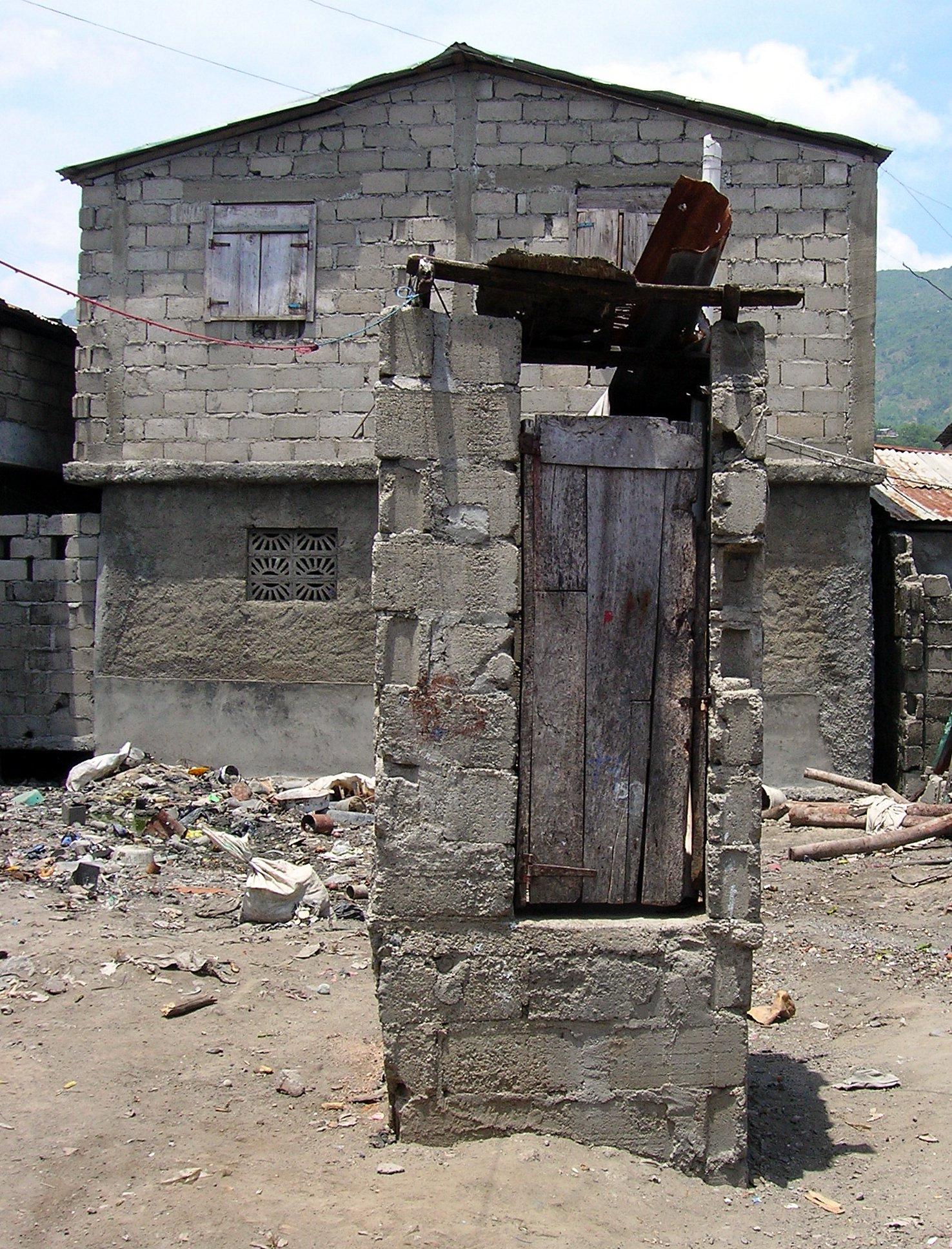
Une latrine à fosse simple rudimentaire : fosse surélevée, porte et toit endommagés, ventilation peu efficace… mais même un modèle aussi simple permet déjà d'améliorer l'hygiène de l'endroit.

Un simple trou creusé dans le sol et recouvert à la suite de la défécation n'est en général pas considéré comme une « latrine ». Il faut que la fosse atteigne une profondeur raisonnable, de l'ordre de cinquante centimètres à un mètre, pour que le nom se mérite.
Une latrine à fosse simple est le type le plus rudimentaire mais aussi sans doute le plus répandu. Il s'agit d'une fosse creusée dans le sol, souvent renforcée dans sa partie haute afin d'éviter l'effondrement de la latrine ; la fosse est recouverte de branchages et de terre pour les modèles simples, ou d'une dalle de béton percée d'un trou si les moyens le permettent. S'il s'agit du type de latrine le plus simple, il permet déjà un bon contrôle des maladies liées aux excréta, pour peu qu'un entretien régulier soit effectué. Les odeurs et les mouches continuent de poser problème.
La latrine améliorée à fosse ventilée plus souvent appelée VIP est une amélioration du type précédent, développé en Afrique australe. Il consiste à ajouter une ventilation de la fosse à l'extérieur (le plus souvent sous la forme d'un tuyau de PVC de diamètre 100 mm), surmontée d'une grille anti-insectes. Cette latrine permet un bien meilleur contrôle des odeurs et des mouches mais exige une construction de meilleure qualité et davantage d'entretien.
Les latrines à trou foré sont similaires aux latrines à fosse simple mais, au lieu d'une fosse d'environ un mètre de diamètre, disposent d'une fosse plus étroite, forée de façon mécanique. Cette façon de faire a de nombreux inconvénients : risque d'effondrement des parois, odeurs plus présentes car les excréments peuvent rester accrochés aux parois, remplissage plus rapide même si le trou est profond, contamination plus facile de la nappe phréatique. Ce type est employé en cas d'urgence humanitaire car il est relativement rapide à creuser.
Les latrines à seau consistent simplement à faire ses besoins dans un seau, couvert quand il n'est pas utilisé afin d'éviter les mauvaises odeurs. Le seau est ensuite vidé périodiquement dans un endroit adapté. Malgré les grands risques de santé imposés aux videurs comme aux utilisateurs, on trouve encore de telles latrines, que ce soit pour des raisons traditionnelles (comme en Inde où la caste des intouchables a pour rôle traditionnel de vider les latrines) ou pour des raisons de manque de place, notamment dans les bidonvilles.
Enfin, il existe différents types de latrines écologiques (toilettes sèches), où le but est de laisser reposer la matière un certain temps, parfois en séparant l'urine et/ou en ajoutant d'autres matières (cendres, déchets organiques) pour favoriser le processus de compostage. Il est alors possible de réutiliser le compost, ce qui évite de polluer l'environnement.

### Latrines humides

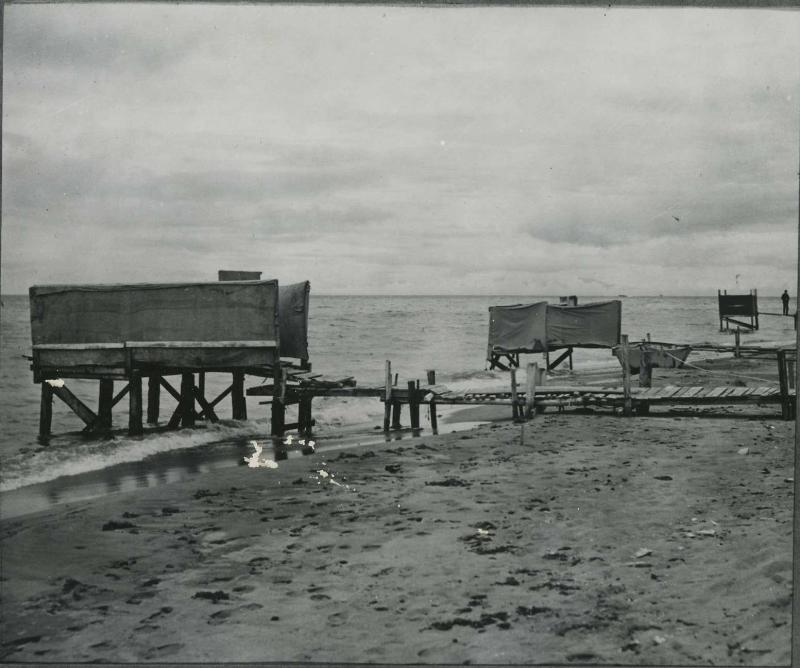
Latrines militaires « de marée », conçues pour rester au-dessus de l'eau à marée basse, pour que les matières fécales soient toujours dispersées par la mer (probablement durant la 2nde guerre mondiale). (source : Archives médicales militaires des États-Unis)

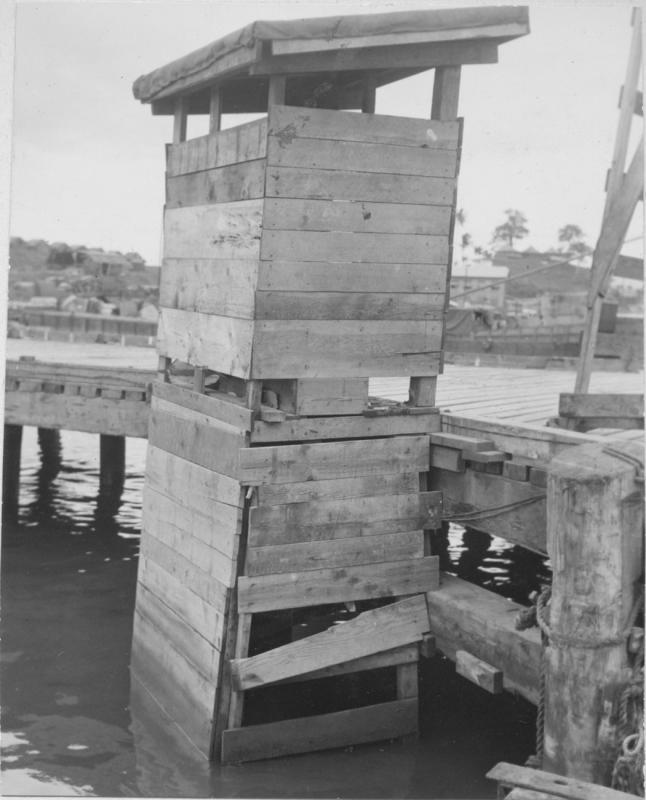
Latrines provisoires (aux Philippines), au-dessus de l'eau, en bordure de ponton, avec incinération de déchets

Dans certaines zones urbaines « bidonvillisées » proches d'une rivière ou de la mer, il est courant de voir des « latrines » consistant simplement en un assemblage de bois recouvert de bâches et tissus surplombant l'eau, où les gens vont faire leurs besoins. Cela présente des risques sanitaires pour les personnes vivant en aval, écologiques pour les animaux vivant dans l'eau, et de sécurité pour les utilisateurs les plus vulnérables (enfants, personnes âgées) qui peuvent tomber. Ce système est parfois le seul faisable dans certaines communautés pauvres.
La latrine à siphon hydraulique est le type le plus simple de latrine à fosse humide : par rapport à une latrine à fosse simple, elle consiste simplement à ajouter un siphon à la dalle. Le siphon permet de stopper les mauvaises odeurs et les insectes et assure donc de meilleures conditions hygiéniques. Il suffit de deux à trois litres d'eau pour évacuer les matières. Ce genre de latrines est adapté aux endroits où les gens utilisent de l'eau pour le nettoyage anal, les objets volumineux ne pouvant pas passer ; il faut également disposer d'une alimentation suffisante en eau, difficile à trouver dans les zones arides, rurales et mal desservies.
En ajoutant un tuyau d'évacuation à une telle latrine, il est possible de créer différentes variantes. Par exemple, il est possible de placer la fosse à l'écart de la superstructure et d'optimiser l'utilisation de l'espace ; on peut aussi avoir deux fosses, l'une utilisée pendant que l'autre est fermée afin que les germes pathogènes soient absents et que la vidange puisse se faire sans moyens mécaniques. Il est également possible de relier la latrine à une fosse septique ; si ceci rend le fonctionnement plus pratique pour l'utilisateur, il n'enlève pas les problèmes de vidange et ajoute le problème de l'évacuation de la fraction liquide ; les fosses septiques sont surtout utilisées en zone rurale.
On peut également relier une telle latrine à un réseau d'égout s'il existe, ou à réseau d'égouts simplifiés ou à faible diamètre si cela est approprié. Il s'agit d'une solution coûteuse et en général réservée aux ensembles urbains planifiés de longue date ; on touche ici à la limite à un système de toilettes relié à réseau d'assainissement complexe.
Enfin, on peut mentionner le système « Aqua-privy », dans lequel la fosse est entièrement étanche et remplie d'eau ; un conduit permet d'évacuer le trop-plein par le côté, tandis que les matières solides s'accumulent au fond. Sur le terrain, ce système a été un désastre : soit bloqué et débordant, soit manquant d'eau et donc nauséabond, il nécessitait un grand investissement financier à la construction.

### Latrines suspendues

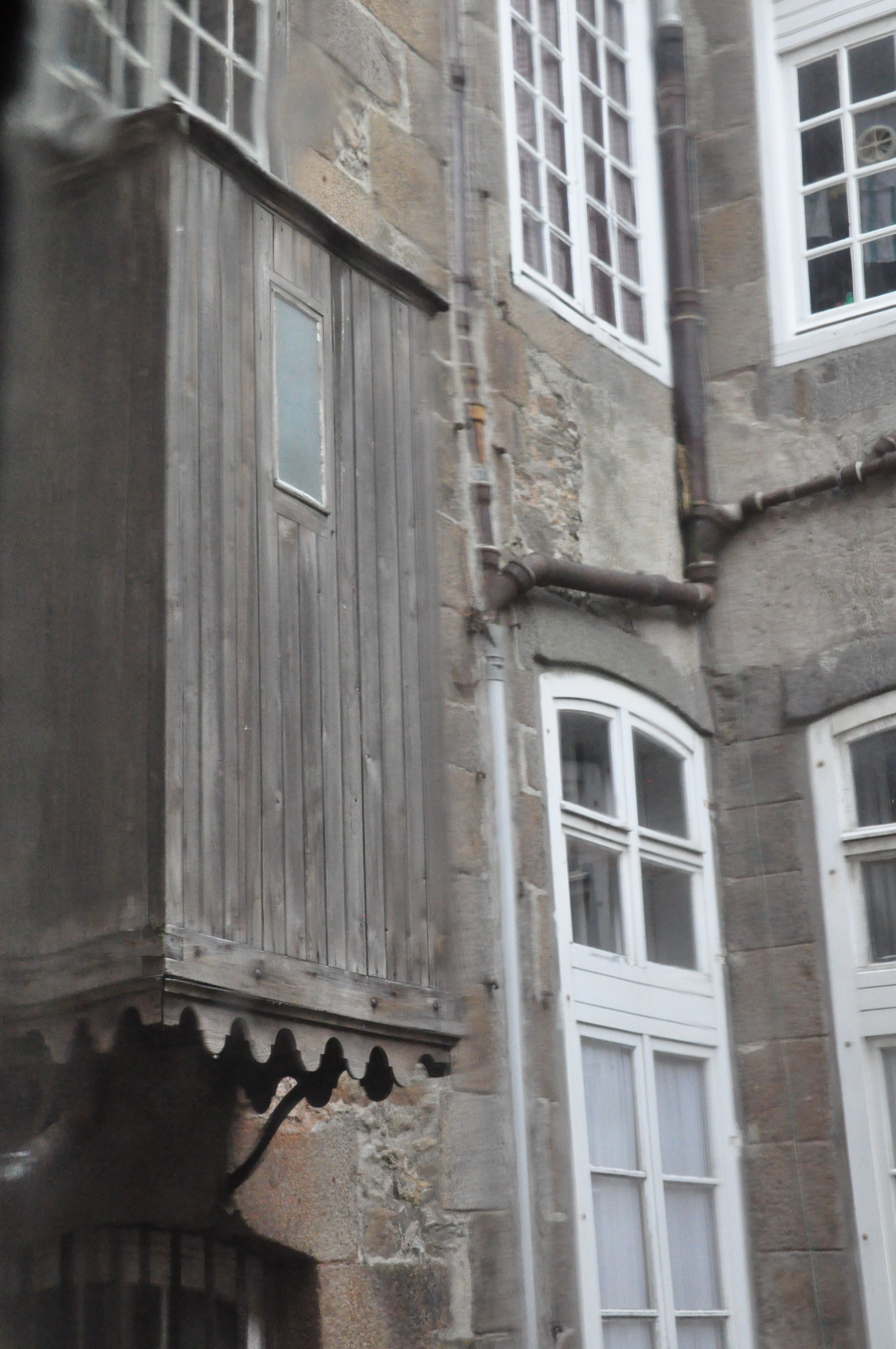
Latrine suspendue, cour de la « maison du corsaire » à Saint-Malo

Dans les châteaux-forts ou certaines maisons à plusieurs étages, les latrines sont installées dans une minuscule pièce d'étage, formant une excroissance sur la façade qu'on peut parfois confondre avec un dispositif de défense (mâchicoulis). Les excréments sont ainsi évacués directement à l'extérieur et tombent en contrebas ou bien sont récupérées dans des fosses ventilées.

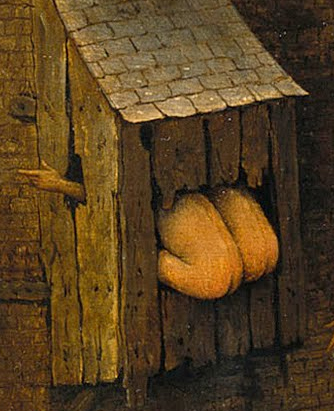
Détail du tableau de Brueghel l'Ancien: Les Proverbes flamands

Par exemple, au château de Coucy, XIIIe siècle, des latrines ont été prévues à chaque étage du donjon et des tours pour éviter les relents désagréables qui empestèrent encore bien des châteaux mal équipés, à commencer par le château de Versailles, et cela jusqu'à une époque récente, puisqu'au XIXe siècle, du temps du roi Louis XVIII, on se plaignait encore des corridors du château de Saint-Cloud.

### Latrines publiques

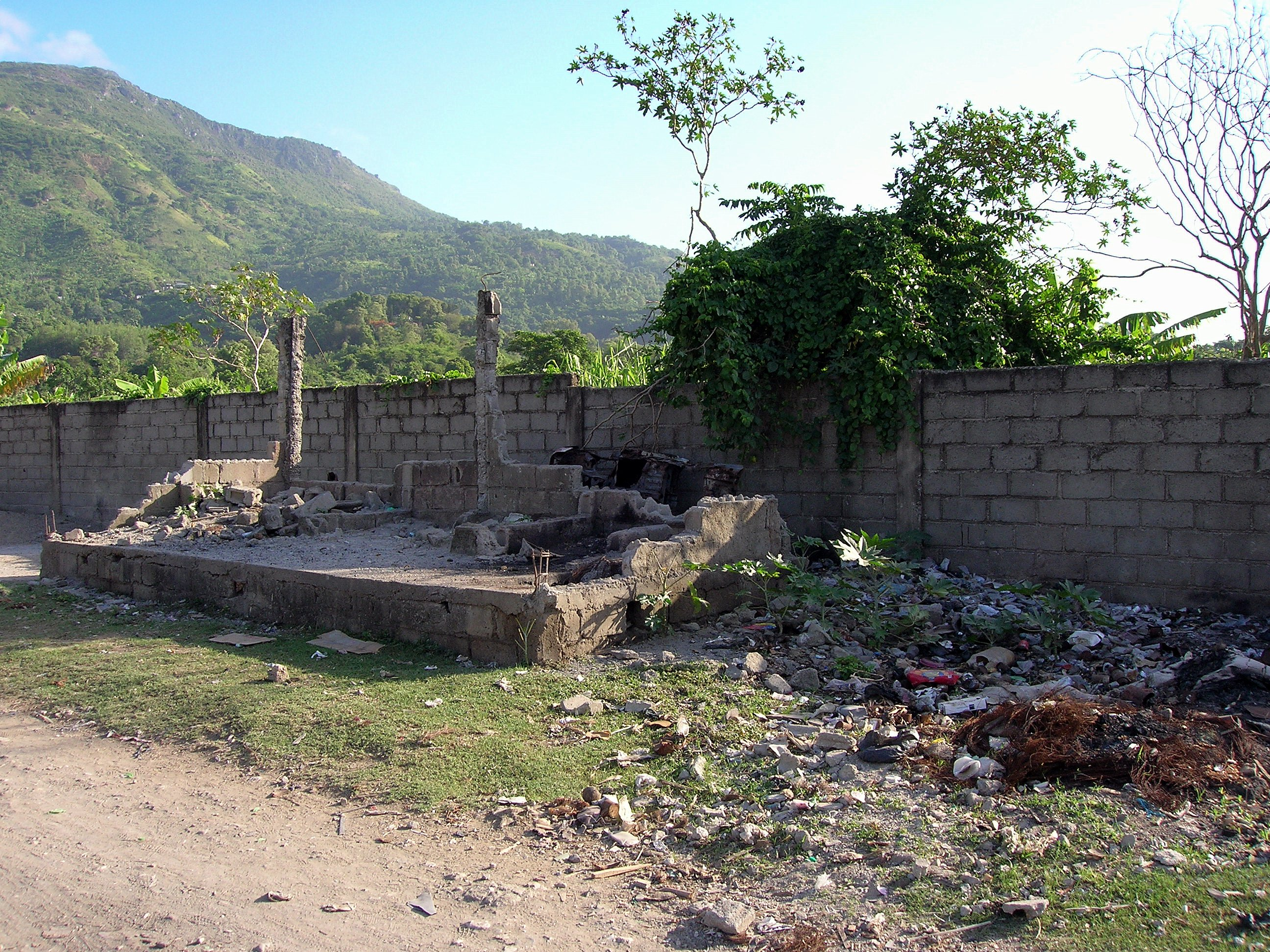
Restes d'une latrine publique après 3 mois de manque d'entretien (quartier périurbain de Cap-Haïtien, Haïti).

Les latrines publiques ont typiquement deux aspects possibles : le premier est l'alignement d'une série de cabines individuelles groupées en un seul lieu, type courant dans les écoles où un grand nombre d'usagers est susceptible d'utiliser les latrines en même temps. L'autre type consiste à avoir un seul local divisé en deux parties (hommes et femmes), chacune comportant plusieurs sièges ou emplacements sans que leur utilisation soit nécessairement très intime. Ce type est plus couramment vu près des marchés.
L'installation d'une latrine publique est en général motivée pour des raisons économiques (servir un maximum de personnes par un investissement minimal) et de gain d'espace : dans les zones densément peuplées, l'installation d'une latrine par famille s'avère vite problématique. Mais, très souvent, les latrines publiques souffrent d'un problème de gestion : pour qu'elles restent utilisables, il faut qu'un nettoyage régulier soit fait par une organisation quelconque. De nombreuses expériences tendent à prouver que les organisations locales sont souvent plus efficaces que les services publics pour cela.
Dans les pays en développement, il est très fréquent de voir des latrines publiques inutilisables à cause d'un manque d'entretien. Les initiatives fructueuses dans ce domaine sont rares ; on peut citer les latrines communautaires Sulabh en Inde, résultat d'une coopération public-privé et d'un investissement de son fondateur Bindeshwar Pathak, servant douze millions de clients quotidiennement.

## Remplissage et vidange de la fosse
Le temps que mettra une fosse à se remplir dépend de plusieurs facteurs : le volume de la fosse et la vitesse de remplissage ; celle-ci dépend du nombre de personnes utilisant la latrine, et du taux d'accumulation des matières fécales. D'après de nombreuses expériences, ce taux varie entre 40 litres par personne et par an pour une fosse humide si de l'eau est utilisée pour le nettoyage anal, à 60 litres et 90 litres par personne et par an pour une latrine sèche lorsque des objets plus volumineux sont utilisés pour le nettoyage anal. Dans le cas d'une fosse humide, l'infiltration dans le sol de la partie humide explique cette différence. On considère qu'une latrine est pleine lorsque le niveau arrive à 50 cm du sommet de la fosse.
La vidange d'une fosse est un problème récurrent dans les pays en développement et en particulier dans les bidonvilles. Les services publics sont soit absents, soit ne disposent pas de moyens techniques pour accomplir cette mission. Les entreprises privées ne font guère de profit dans ces zones, facilement négligées. On compte ainsi de très nombreuses latrines pleines et inutilisables.
La façon « classique » de vidanger une fosse est d'utiliser un camion-citerne spécial de grand volume muni d'une pompe aspirante, permettant de vidanger plusieurs fosses d'affilée, puis d'emmener les excréta vers un dépôt spécialement aménagé. Mais un tel équipement nécessite un entretien et une maintenance parfois difficile, et un grand investissement à la base. De plus, il ne permet pas d'accéder à des endroits plus reculés ou très denses comme l'intérieur des bidonvilles. De l'autre côté de l'échelle, il existe de nombreux travailleurs du secteur privé informel qui vidangent les fosses avec des pelles et des seaux, pendant la nuit, dans des conditions insalubres. Un grand problème est alors de savoir où déposer les matières, qui faute de mieux sont parfois déversées dans un canal de drainage ou dans une rivière pendant la nuit. Pour cette raison, ils sont parfois considérés comme illégaux.
Des solutions de technologie intermédiaire ont été développées, et notamment le système Vacutug développé au Kenya en 1996, permettant de construire et maintenir grâce à des matériaux locaux une machine de vidange à bas coût, de taille modérée et d'opération simple, à destination de micro-entreprises dédiées. Si les expériences jusqu'à présent semblent positives, elles nécessitent une aide à la création de ces micro-entreprises

## Situation dans le monde
Couverture mondiale

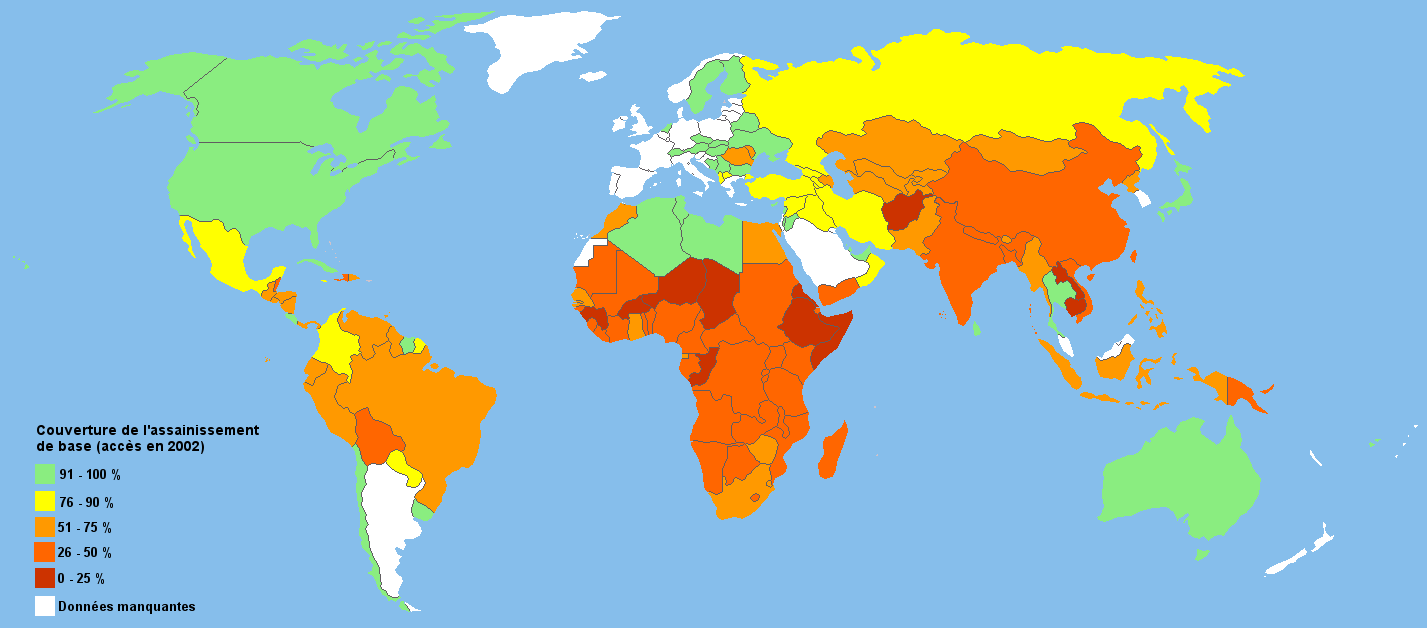
Couverture de l'assainissement de base dans le monde d'après une évaluation du WSP en 2002.

La couverture mondiale de l'assainissement de base montrée sur la carte ci-dessus provient d'une estimation effectuée par le Water & Sanitation Programme en 2002 (branche de la Banque mondiale) en utilisant différentes sources. Dans ce contexte, l'« assainissement de base » correspondant à l'accès à « un système d'évacuation des excréta amélioré », ce qui inclut les connexions à un système d'égout, à une fosse septique, à une latrine à siphon hydraulique, à fosse simple ou à fosse améliorée ventilée. En revanche, ne font pas partie des systèmes « améliorés » les latrines publiques ou partagées, les latrines à ciel ouvert (cas de nombreuses latrines à fosse simple), les latrines à seau et bien évidemment la défécation en plein air, en sachet plastique, etc.
La méthodologie utilisée pointe ses propres faiblesses, et notamment la difficulté qu'il y a à estimer les pratiques des personnes vis-à-vis de la défécation, sujet délicat. Si des enquêtes au niveau des ménages sont souvent utilisées, le recours aux chiffres « officiels » est inévitable et introduit un certain optimisme dans les résultats : les quartiers dits illégaux sont souvent ignorés comme c'est le cas de nombreux bidonvilles.
Une autre source d'erreur est d'estimer qu'un foyer dispose d'un assainissement de base lorsqu'il dispose d'un des types de latrines déjà mentionnés ; mais ceci ignore les très nombreuses latrines pleines, démolies, inondées ou inutilisables d'une autre façon. Ainsi, des taux de 50 % de latrines inutilisables ne sont pas rares dans de nombreux endroits, faute de maintenance ou d'un système de vidange bien en place. Enfin, ces chiffres n'incluent pas la couverture des canaux de drainage ou d'évacuation des déchets solides, pourtant indispensables à un assainissement de base et à la dignité humaine.

## Pays en développement et moins avancés

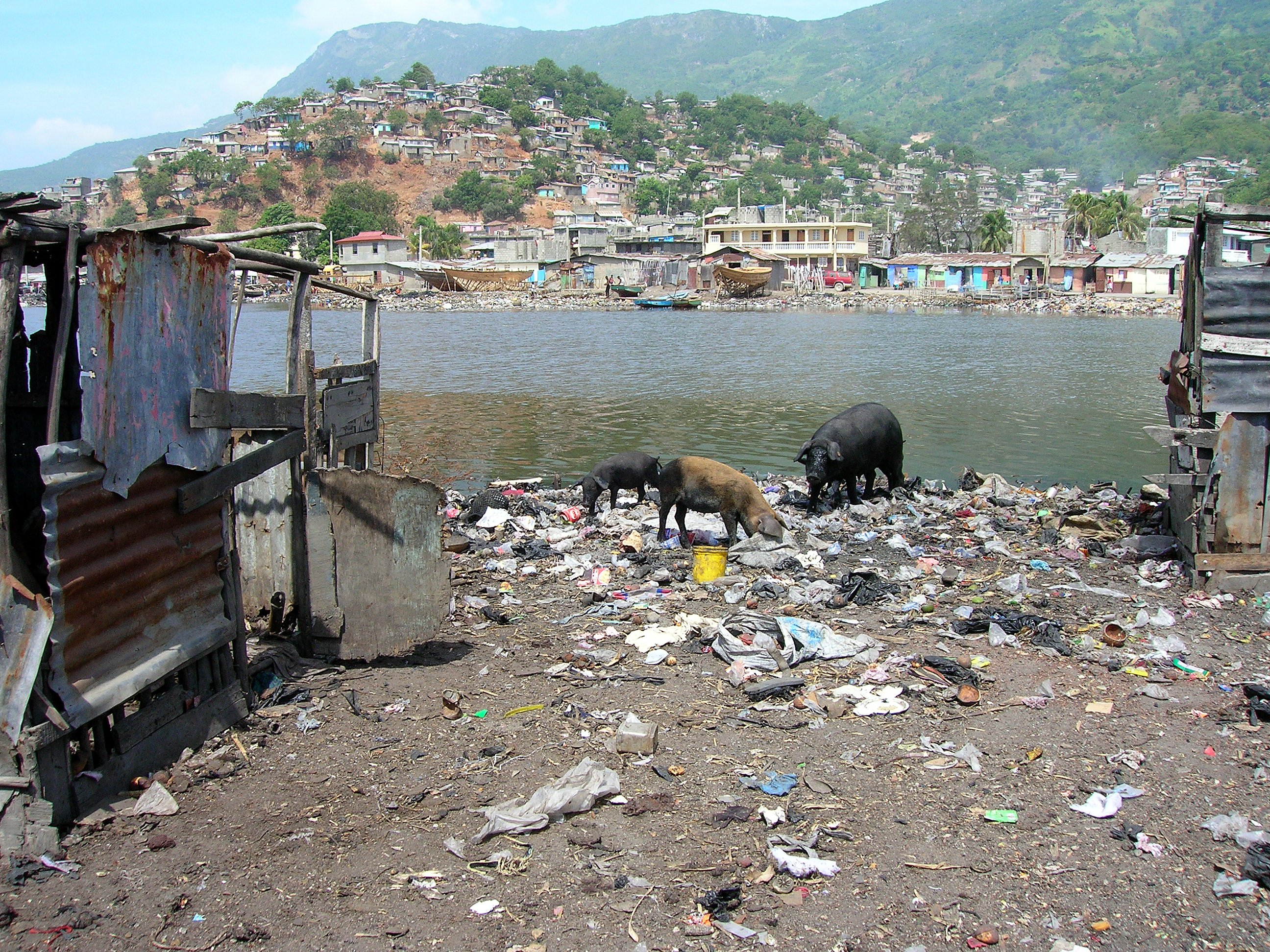
Absence de latrines dans un bidonville de Cap-Haïtien : la défécation en plein air (visible au premier plan) et dans la mer est courante, faute de moyens et de place pour des latrines.

D'après la même source du WSP, la couverture de l'assainissement de base dans les pays en développement atteignait 73 % dans les zones urbaines et 31 % dans les zones rurales pour une moyenne de 48 %, en 2002 ; mais seuls 18 % des foyers disposaient d'une connexion à un égout. Dans les pays les moins avancés, la couverture tombe à 57 % dans les zones urbaines et 27 % dans les zones rurales pour une moyenne de 35 %, et 2 % de connexions à un égout. Au total, cela représente plus de 2,5 milliards de personnes non desservies par un système amélioré dans l'ensemble des pays en développement, nombre à augmenter probablement au vu des réserves détaillées plus haut.
Les conséquences sont désastreuses tant au niveau sanitaire qu'au niveau de la dignité humaine. Les méthodes de défécation non améliorées sont les principales responsables de maladies féco-orales telles que la diarrhée : les 4,4 milliards de cas de diarrhée rapportés annuellement entraînent plus de 2,2 millions de morts par an, principalement des enfants de moins de cinq ans. Les Objectifs de Développement du Millenium fixés en 2002 à Johannesbourg avaient pour but de réduire de moitié la proportion de personnes sans assainissement de base en 1990 (soit 51 %) d'ici 2015, et d'assurer l'accès à tous en 2025. Pour les objectifs de 2015, ceci signifierait non seulement construire 378 000 latrines par jour, mais également assurer l'entretien et la maintenance des structures existantes : la réalité en est encore loin. En 2018, 2,4 milliards de personnes ne disposent toujours pas de toilettes décentes.

« Le fait que 2,6 milliards de personnes dans le monde doivent déféquer dans des sacs plastiques, des seaux, des fosses à ciel ouvert, des champs ou des endroits publics de leur communauté devrait générer un appel collectif à un effort immédiat et concerté pour étendre l'accès à des systèmes d'assainissement améliorés.
Pourtant, les taux de couverture dans les pays en développement ne suivent qu'à peine la croissance de la population mondiale.
Pourquoi est-ce que l'assainissement n'obtient que si peu d'intérêt de la part des gouvernements locaux et nationaux, et de la part de la communauté internationale ? »

## Développement et freins
Dans les pays en développement, l'extension de la couverture des latrines n'est pas du ressort unique des individus mais fait souvent partie d'un programme national, souvent soutenu par des ONG locales et internationales. On observe cependant que l'assainissement est fréquemment un parent pauvre d'autres ministères, divisé entre la santé publique, les travaux publics, l'eau, etc.
Les programmes de développement peinent encore à inclure l'assainissement comme un composant-clé : l'accès à l'eau est plus souvent cité, découlant d'une part de l'émotivité suscitée par l'évocation d'une personne sans eau, d'autre part par le fait que les ingénieurs responsables des programmes tendent à penser l'assainissement du point de vue de l'ingénierie classique (canaux de drainage en béton, systèmes complexes de ramassage des déchets) qui rejettent les latrines dans la sphère privée. Les approches plus récentes de type « marketing social » font suite à l'échec des programmes traditionnels trop souvent gouvernés par l'offre disponible et par le marché. Une telle approche était déjà amorcée avec la Water and Sanitation Decade, à la suite de laquelle une des leçons était de s'orienter vers des approches basées sur la demande.
Le fait que la défécation soit un sujet délicat est également un facteur expliquant le peu d'engouement dans ce domaine : les donateurs comme les bénéficiaires restent réticents à aborder un sujet qui est souvent censé ne pas sortir de la sphère privée. Enfin, il existe un certain nombre de fausses idées au sujet de la latrinisation, qui restent pourtant couramment admises dans le monde du développement : le fait que les bénéficiaires désirent avoir une latrine pour une meilleure santé (alors que l'intimité, le prestige ou l'absence d'odeurs sont des raisons plus courantes) ; le fait que l'eau et l'assainissement doivent toujours aller de pair ; ou la fausse égalité entre la construction de latrines et l'amélioration de la santé.

## Illustrations

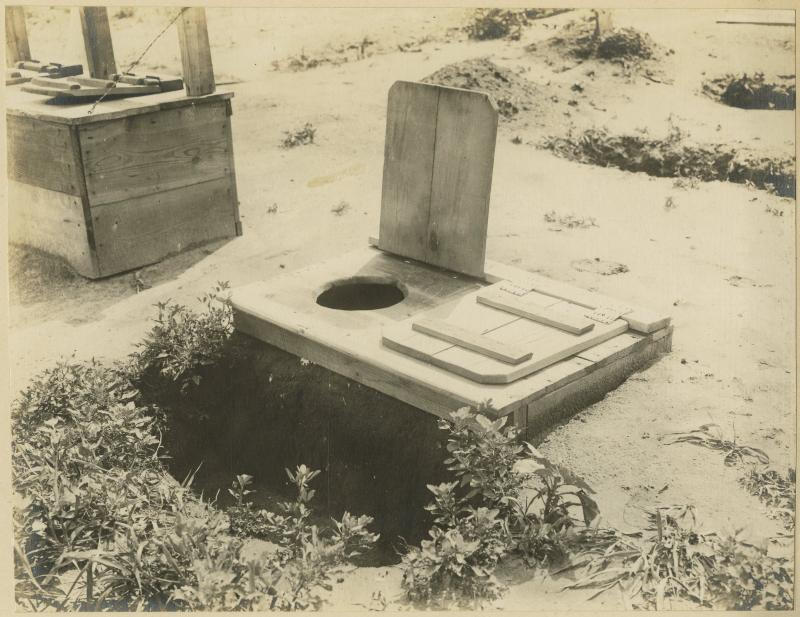
Latrines simples (Fort Riley, Kansas, Première Guerre mondiale)
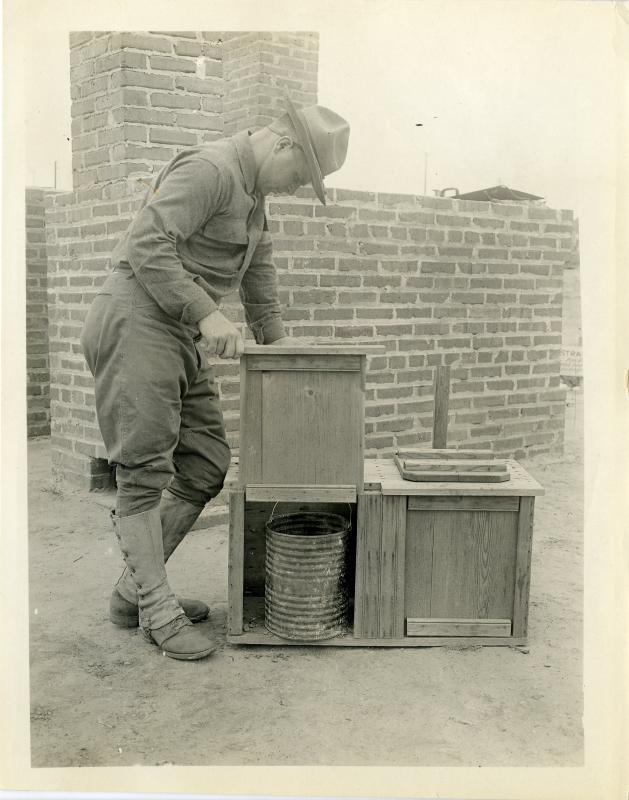
Latrines de campagne (1re guerre mondiale)
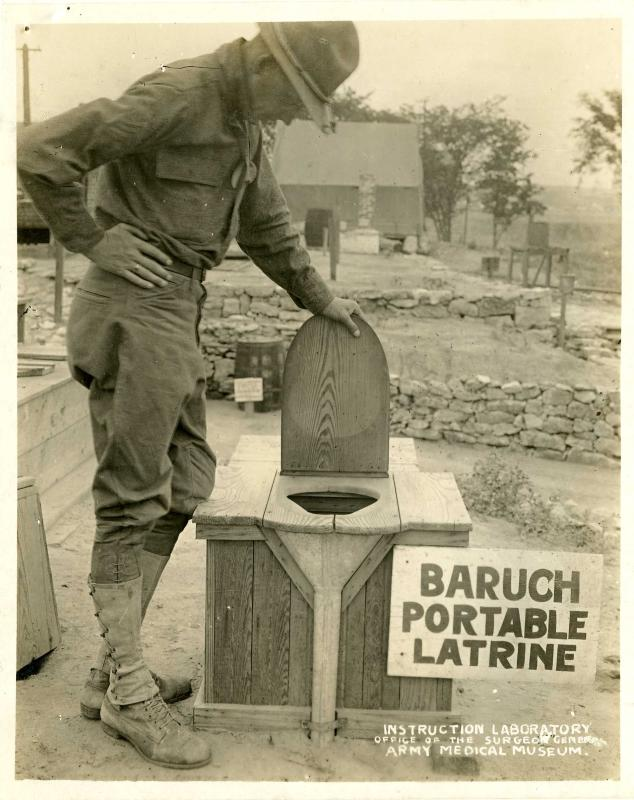
Latrine portable Baruch (Fort Riley, Kansa, 1re guerre mondiale)
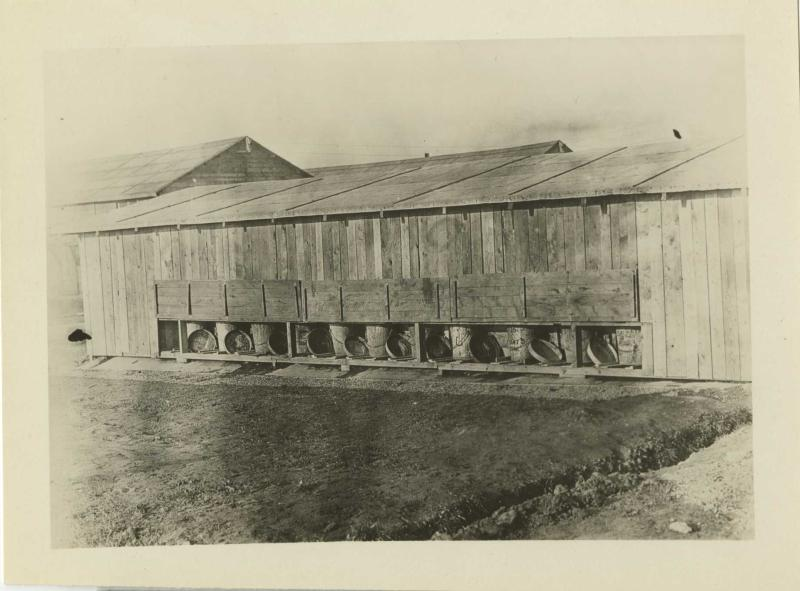
Latrines et seaux de vidange, vue arrière (1re guerre mondiale)
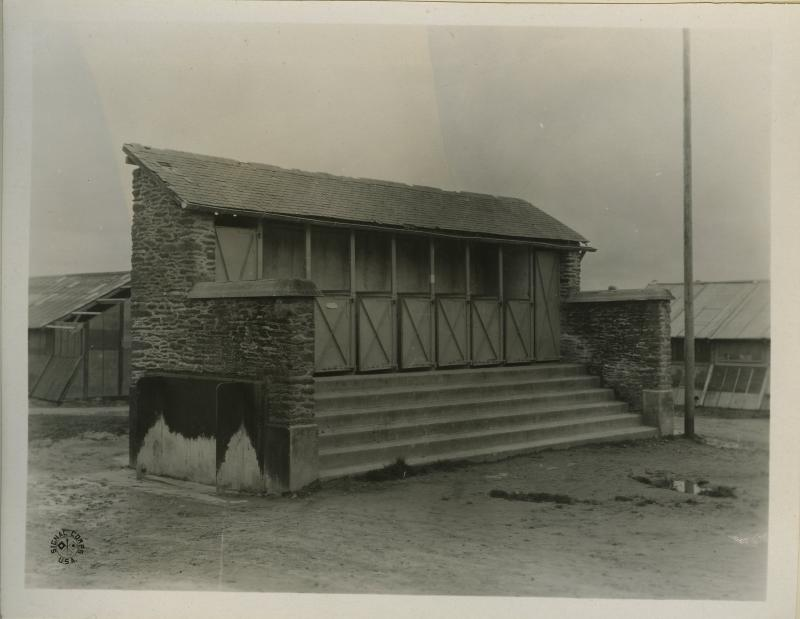
latrines de Coetquidan (Coetquidan ; Camp engineers' detachment)
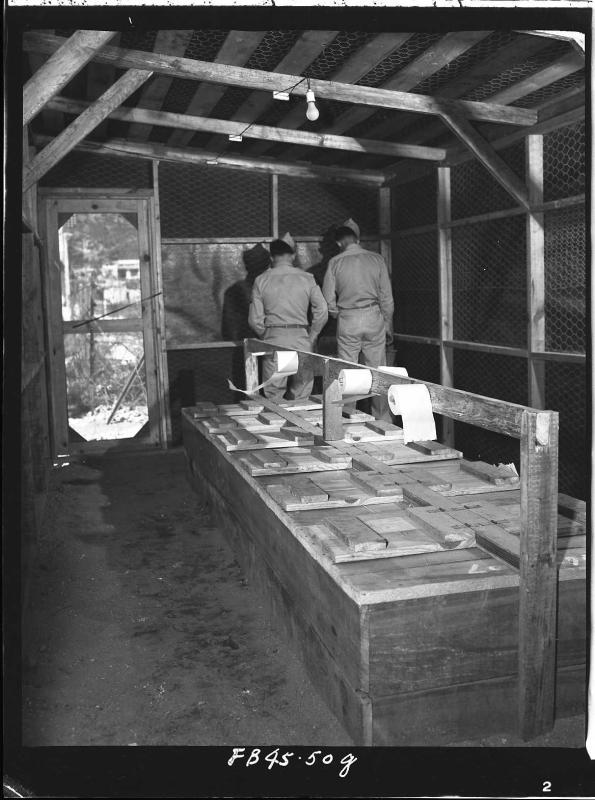
Latrines des hommes (US army, seconde guerre mondiale en Italie ?)
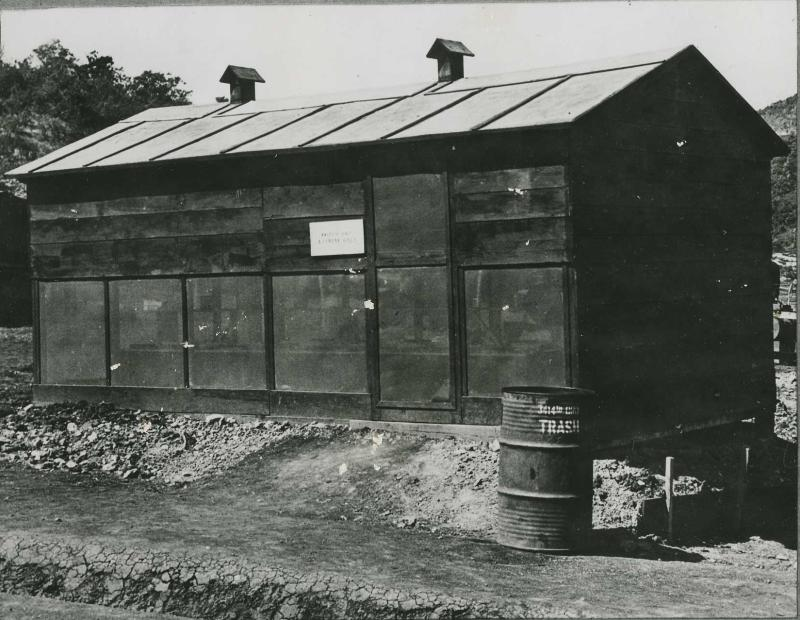
Latrines hygiéniques, aérées avec moustiquaires ; 2nde Guerre mondiale
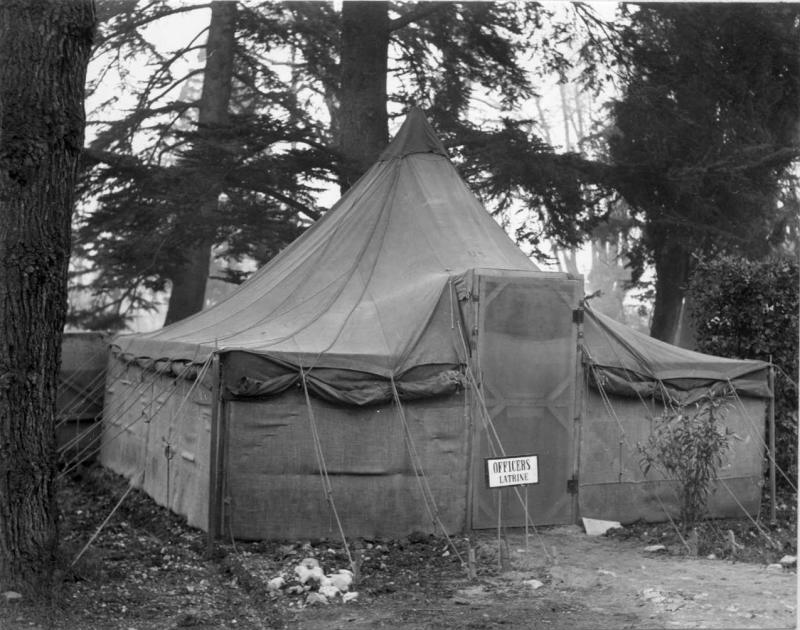
Latrines des officiers, sous tente, en 1945
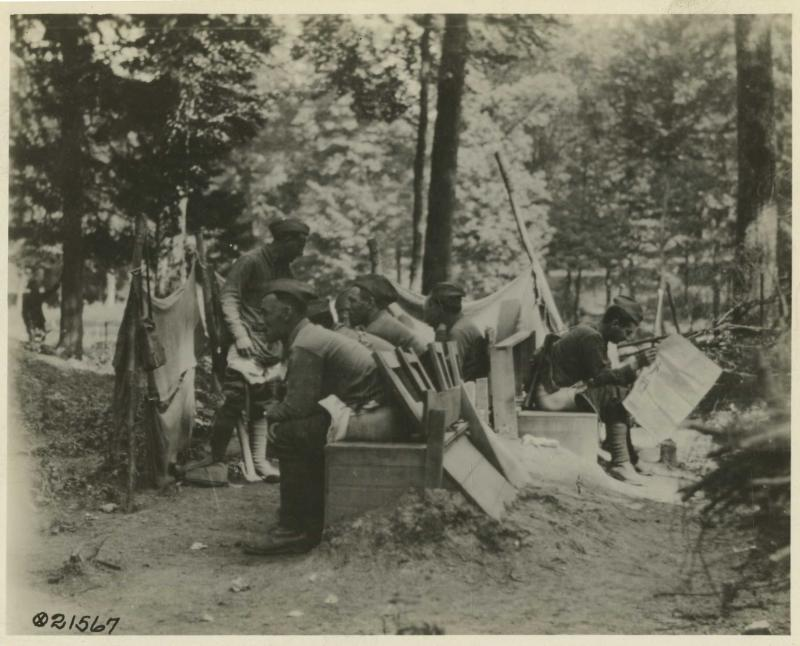
Latrines de campagnes et soldats de l'AEF (American Expeditionary Force). Un des soucis des armées est de limiter le risque sanitaire, d'où les « corvées » de nettoyage afin de maintenir propre les latrines (Archives médicales militaires des États-Unis)